# Railton

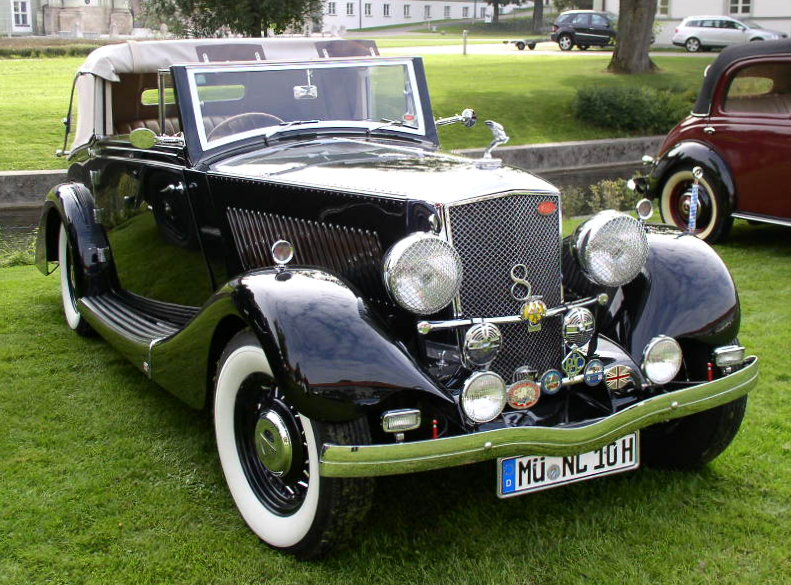
Een Railton Straight Eight uit 1936

Railton was een Britse autofabrikant gevestigd in Cobham, Surrey tussen 1933 en 1940. Er werd een poging gedaan om het merk door middel van een nieuw bedrijf tussen 1989 en 1994 in Alcester te doen herleven.

## Geschiedenis
Het bedrijf werd gestart door Noel Macklin die op zoek was naar een venture om een nieuwe auto te maken nadat hij zijn bedrijf Invicta in 1933 verkocht had. De naam kwam van Reid Railton, de ontwerper van de wereld-snelheidsrecord auto. Zijn inbreng was waarschijnlijk klein, hoewel hij royalty's ontving op elke verkochte auto.
De eerste auto werd gemaakt door de inbreng van de Britse carrosseriebouwer Ranalah.
Ranalah bouwde een auto met een motorinhoud van 4.010 cc en 8 cilinders op een Hudson Terraplane chassis. Dit resulteerde in een auto die in eerste instantie verkrijgbaar was als twee-deurs tourer. De auto was lichter dan het origineel en had, voor die tijd, uitzonderlijke prestaties met een 0-60 mph tijd van 13 seconden. Een salooncaroserrie versie werd al snel toegevoegd aan het assoriment. De auto's waren verkrijgbaar voor € 499.
In 1935 werd de oorspronkelijke Terraplane chassis vervangen door een uit de Hudson 8 en de motor groeide uit tot 4168 cc en een breder scala aan verschillende carrosseriebouwers werd aangeboden. Twee speciale lichtgewicht modellen werden gemaakt in 1935 en met een 0-60 tijd van 8,8 seconden werd beweerd om de snelste productieauto's ter wereld te zijn. In totaal 1379 van de Railton 8 werden gemaakt.
Een kleinere zes - cilinder auto, de 16.9 werd toegevoegd in 1937 met een 2723 cc Hudson 6 - cilinder motor en het chassis, maar slechts 81 werden gemaakt in de salon of Drophead coupe vorm en verkrijgbaar voor € 399.
Een nog kleiner Railton, de 10 pk, trad het bereik in 1938 gebouwd op een Standard Flying Nine chassis en met ofwel salon of Drophead coupe carrosserie werd beweerd dat " Een bekende naam in het klein " zijn. 51 werden gemaakt verkopen voor £ 299. In 1938 testte Motorsport een 28,8 pk Railton Cobham saloon, FPH 970, te koop aangeboden op £ 698. 
Noel Macklin richtte zijn aandacht op motorboten in 1939, en hij het bedrijf verkocht aan Hudson Motor Car Company van Detroit, Michigan, die de productie van hun Chiswick, Londen werkt overgedragen. Echter, het uitbreken van de oorlog in 1939 gestopt met de productie.
Na de Tweede Wereldoorlog een paar auto's werden ingevuld met behulp van vooroorlogse delen, en een nieuw model werd gebouwd en getoond op de 1949 London Motor Show. Echter, op bijna £ 5000 de auto was ongelooflijk duur, en het nooit in productie ging.

## 1989 revival
1989 werd de naam weer nieuw leven ingeblazen door een nieuwe Railton Motor Company, opgericht in Wixford, Warwickshire. Twee cabriolet modellen, de F28 en de F29 Fairmile Claremont werden aangekondigd. Beiden werden ontworpen door William Towns en op basis van Jaguar XJS loopwerk met nieuwe aluminium carrosserie. Productie lijkt te hebben stilgestaan in ongeveer 1994.